# Wallagrass
Wallagrass es un pueblo ubicado en el condado de Aroostook en el estado estadounidense de Maine. En el Censo de 2010 tenía una población de 546 habitantes y una densidad poblacional de 5,17 personas por km².

## Geografía
Wallagrass se encuentra ubicado en las coordenadas 47°9′1″N 68°36′49″O / 47.15028, -68.61361. Según la Oficina del Censo de los Estados Unidos, Wallagrass tiene una superficie total de 105.69 km², de la cual 103.87 km² corresponden a tierra firme y (1.73%) 1.82 km² es agua.

## Demografía
Según el censo de 2010, había 546 personas residiendo en Wallagrass. La densidad de población era de 5,17 hab./km². De los 546 habitantes, Wallagrass estaba compuesto por el 97.62% blancos, el 0.92% eran afroamericanos, el 0.37% eran amerindios, el 0% eran asiáticos, el 0% eran isleños del Pacífico, el 0% eran de otras razas y el 1.1% pertenecían a dos o más razas. Del total de la población el 0.55% eran hispanos o latinos de cualquier raza.